# Албје Монрон
Албје Монрон (фр. Albiez-Montrond) насеље је и општина у источној Француској у региону Рона-Алпи, у департману Савоја која припада префектури Сен Жан де Морјен.
По подацима из 2011. године у општини је живело 381 становника, а густина насељености је износила 7,84 становника/km². Општина се простире на површини од 48,58 km². Налази се на средњој надморској висини од 1536 метара (максималној 3.320 m, а минималној 738 m).

## Демографија
| 1962. | 1968. | 1975. | 1982. | 1990. | 1999. | 2011. |
| ----- | ----- | ----- | ----- | ----- | ----- | ----- |
| 300   | 376   | 349   | 319   | 301   | 382   | 381   |

График промене броја становника у току последњих година